# Hallusargi, Sirsi
Hallusargi là một làng thuộc tehsil Sirsi, huyện Uttara Kannada, bang Karnataka, Ấn Độ.